# Franz Schuhmacher
Franz Schuhmacher (* 5. Januar 1939 in Spaichingen) ist ein deutscher Unternehmer und Politiker (CDU).

## Leben und Beruf
Nach der Volksschule in Spaichingen absolvierte Schuhmacher eine Mechanikerlehre. Anschließend besuchte er eine Förderklasse und Technikerschule und legte die Werkmeisterprüfung ab. Danach war er als Konstrukteur tätig und machte sich 1966 selbstständig. Schuhmacher ist verheiratet und hat drei Kinder.

## Politik
1968 wurde Schuhmacher in den Gemeinderat von Spaichingen gewählt, in dem er auch Vorsitzender der CDU-Fraktion wurde. Von 1972 bis 1998 war er Vorsitzender der CDU in Spaichingen. 1996 wurde er Abgeordneter des Landtags von Baden-Württemberg, dem er bis 2006 angehörte. Er vertrat dort den Wahlkreis Tuttlingen-Donaueschingen.

## Ehrungen
Die Stadt Spaichingen verlieh Schuhmacher die Ehrenbürgerwürde. 1989 erhielt er das Bundesverdienstkreuz am Bande und 1999 die Erste Klasse. 
2022 wurde er als Ritter des Ordens des heiligen Papstes Silvester ausgezeichnet.